# Сент-Винсент (залив)
Сент-Ви́нсент (англ. Gulf Saint Vincent) — большой залив в южной части Австралии, на территории штата Южная Австралия. Ограничен двумя полуостровами: полуостровом Йорк с запада и полуостровом Флоро с юго-востока. На юго-западе, у выхода из залива в Индийский океан, находится остров Кенгуру.
Многочисленные пригороды столицы Южной Австралии, Аделаиды, раскинулись вдоль восточного берега залива; собственно Аделаида (центральная административная единица) находится в нескольких километрах от берега. Другими крупными населёнными пунктами на заливе являются: Ардроссан, Порт-Уэйкфилд, Идитберг и Порт-Винсент.